# Etnobotánica

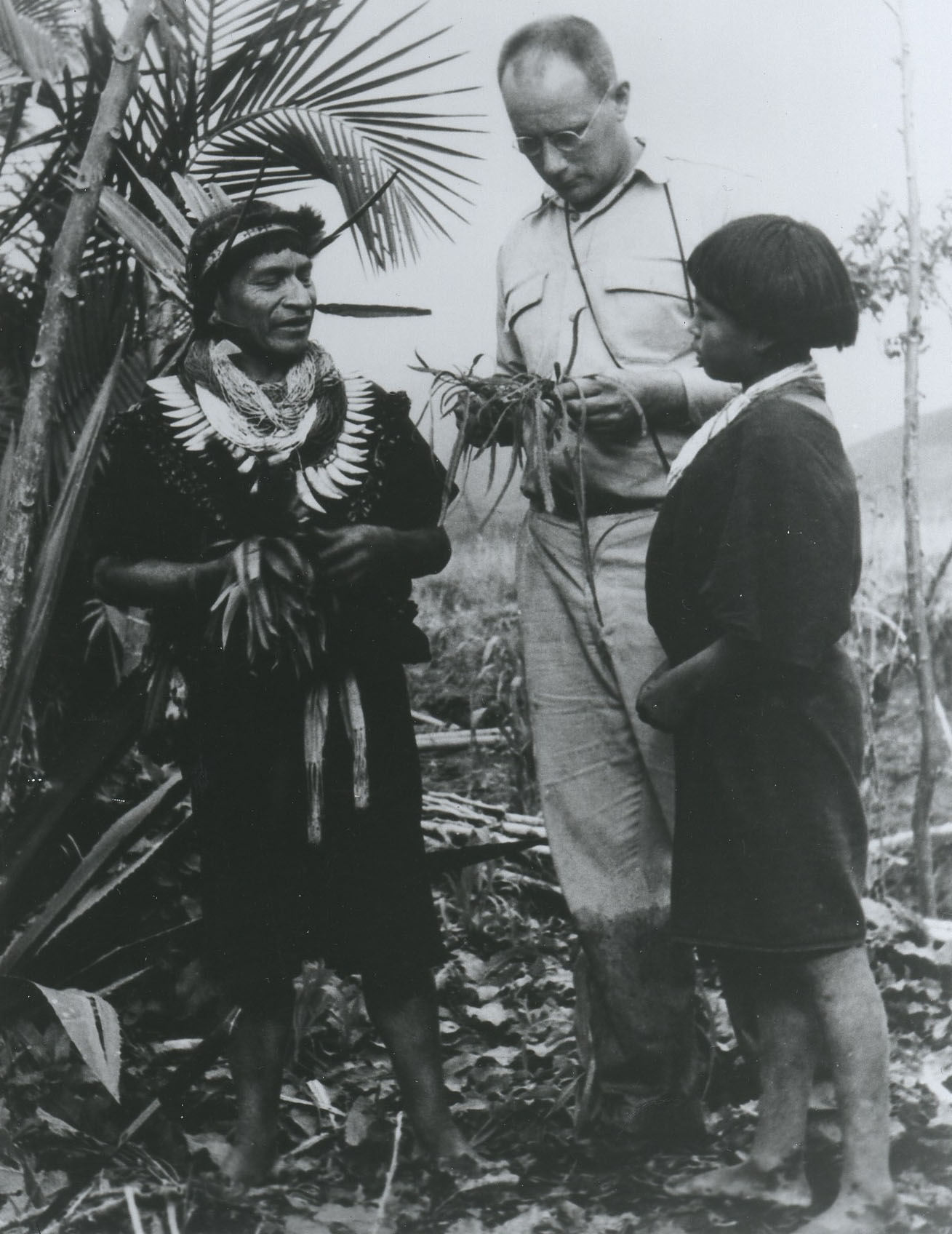
El etnobotánico, Richard Evans Schultes y dos indígenas, trabajando en Amazonia (~1940s).

La etnobotánica estudia las relaciones entre los grupos humanos y su entorno vegetal, es decir el uso y aprovechamiento de las plantas en los diferentes espacios culturales y en el tiempo. Según Alcorn (1995) la etnobotánica es el estudio de las relaciones planta - hombre incluidos en ecosistemas dinámicos, con componentes naturales y sociales. En otras palabras, es el estudio del uso de las plantas contextualizado.

## Etimología y objeto de la etnobotánica
La palabra etnobotánica proviene de las raíces griegas εθνος (etnos), pueblo o raza y βοτάνη (botáne), hierba.
Esta disciplina define el papel de los vegetales en las sociedades humanas; estudia la interacción de los grupos humanos con las plantas: su empleo para fabricar sus instrumentos y herramientas, para protegerse (viviendas, vestuarios), alimentarse, curarse de las enfermedades, comunicarse con sus congéneres (papeles, tintas, tatuajes, tejidos), así como su asociación en la vida social (rituales, juegos, música, etc).
Es parte de la etnobiología e incluye:
- la etnofarmacología,[2] la cual trata del uso tradicional y los efectos de las sustancias naturales dotadas de actividad biológica (tanto plantas como animales y minerales medicinales) y
- la ecoetnobotánica, que estudia la interacción de los conglomerados humanos con el mundo vegetal y su equilibrio con el medio ambiente.

Ciencias auxiliares de la etnobotánica son: botánica económica, agricultura sostenible y ética.
Entre sus campos de investigación se hallan: la etnoecología,la antropología, la agricultura tradicional, la etnobotánica cognitiva, la cultura material, la fitoquímica tradicional, la paleoetnobotánica.
Se la relaciona con disciplinas tales como historia, lingüística, sociología, geografía, filosofía, etnología, genética, farmacología, agronomía, horticultura, entre otras. 
El uso tradicional de algunas especies vegetales ha dado origen a verdaderas especializaciones científicas como las bambúseas y los hongos (etnomicologia).

## Historia
El término "etnobotánica" fue acuñado en 1895 por el botánico estadounidense John Williams Harshberger, pero la historia de campo comienza muchísimo antes. En el año 77 d. C., el médico-cirujano griego Dioscórides publicó "De Materia Medica", un catálogo de 600 plantas del Mediterráneo en el cual consignó información de cómo las utilizaban los griegos, especialmente para propósitos médicos. Este herbario ilustrado contenía información de cómo y dónde había sido tomada cada planta, si eran o no venenosas, su uso actual y si eran comestibles o no (e incluso incluía las recetas). Dioscórides enfatizó en el potencial económico de las plantas. Durante muchas generaciones, los estudiantes aprendían y estudiaban de este herbario, pero no se adentraron en ese campo hasta la Edad Media.
En 1542, el artista renacentista Leonhart Fuchs marcó la tónica para regresar al estudio de campo con la publicación de su catálogo "De Historia Stirpium con 400 plantas nativas de Alemania y Austria.
John Ray (1686-1704) provee la primera definición de "especies" en su "Historia Plantarum": una especie es un conjunto de individuos que a través de la reproducción dan producto a nuevos individuos similares a ellos.
En 1753 Carlos Linneo escribió "Species Plantarum", que incluía información de 5.900 plantas. Linneo es famoso por inventar la Método de nomenclatura binomial, en el cual todas las especies (minerales, vegetales o animales) toman dos nombres de (género, y especie).
En el siglo XIX se alcanzó el cenit de la exploración botánica. Alexander von Humboldt recolectó datos del Nuevo Mundo y los viajes del Capitán Cook trajeron colecciones e información de las plantas del Pacífico sur. En esa época se inició la sistematización de la mayoría de los jardines botánicos, como el Jardin des Plantes de París (fundado en 1640), el Jardín Botánico Real de Kew, en Inglaterra, entre otros.
Entre 1860 y 1890, Edward Palmer recopiló objetos de artesanía y especímenes botánicos de los pueblos del oeste de Norteamérica y México. El valor de su abundante recopilación de datos permitió fundamentar la llamada "botánica aborigen" o estudio de todas las formas en que los aborígenes del mundo utilizan o aprovechan los vegetales: alimentos, medicamentos, textiles, ornamentación, decoración etc.
Sin embargo, los primeros estudios con la perspectiva indígena del mundo vegetal fueron los del médico alemán Leopold Glueck, a finales del siglo XIX, durante su estancia en Sarajevo. Su obra sobre el uso de las plantas en la medicina tradicional de los pueblos rurales de Bosnia, escrita en 1896 se considera el primer trabajo moderno de etnobotánica.
En las dos primeras décadas del Siglo XX aparecieron las investigaciones de Matilda Cox Stevenson Plantas zuñi (1915), Frank Cushing Alimentos de los Zuni (1920), Keewaydinoquay Peschel hongos de los Anishinaabe (1998) y el equipo de enfoque de Wilfred Robbins, JP Harrington, y Barbara Freire-Marreco Plantas del pueblo Tewa de Nuevo México (1916).

## Los orígenes de la etnobotánica en América
El surgimiento de la Etnobotánica en el Nuevo Mundo está relacionado con el desarrollo de la Botánica y de la Antropología como ciencias. Con el descubrimiento del Nuevo Mundo, en 1492, se comienza a identificar varias plantas de valor económico, basándose en los conocimientos de los nativos.El aporte de los cronistas como Fernández de Oviedo, Francisco Hernández, P. José Acosta, Bernabé Cobo,y viajeros, como Mutis, Humboldt, Bonpland, D´Orbigny, Gay, durante el siglo XVI fue significativo.

## Etnobotánica y Botánica aplicada en la Argentina
Los primeros trabajos aportes en Botánica Aplicada fueron desde efectuados desde el campo de la agronomía por Parodi, en la década de 1930. En la década siguiente, fueron los realizados por Armando Theodoro Hunziker y en la década de 1960, los de Raúl Martínez Crovetto.
En el año 1963, la doctora Genoveva Dawson "Kewpie", acuña el término Botánica Aplicada, por sugerencia del doctor Ángel L. Cabrera, dando así origen a la cátedra del mismo nombre, en la Facultad de Ciencias Naturales y Museo de La Plata.
En la década de 1970, la Etnobotánica y la Arqueobotánica se establecen como disciplinas científicas.
En 1976 el Lic. en Antropología Héctor D’Antoni defiende la primera tesis doctoral en arqueobotánica.

## Etnobotánica moderna
En los comienzos del siglo XX, el campo de la etnobotánica experimentó un giro radical, de la cruda compilación de datos a una reorientación metodológica y conceptual. Esto es también el inicio de la etnobotánica académica.
En la actualidad, la etnobotánica requiere una gran variedad de conocimientos: entrenamiento botánico para la identificación y preservación de especímenes vegetales, entrenamiento antropológico para comprender los conceptos culturales en cuanto a la percepción de las plantas, entrenamiento lingüístico, al menos suficiente como para transcribir términos nativos y entender la morfología nativa, sintaxis y semántica. El conocimiento en todas estas áreas no es necesario para un solo etnobotánico; se suele componer de un equipo.
Pero quizás uno de los más grandes científicos en esta área fue Richard Evans Schultes padre de la etnobotánica moderna quien junto con el químico suizo Albert Hofmann escribieron un libro que sentó las bases en el estudio de las propiedades farmacológicas de muchas plantas e inclusive hongos alucinógenos de uso ritual.
Este libro fue Plantas de los Dioses: Orígenes del Uso de Alucinógenos, publicado en 1979, donde estudia plantas como el ololiuqui, los hongos del género Psilocybe, el peyote, Ipomoea e inclusive la Mandrágora entre muchas más desde un punto de vista tanto científico como antropológico.
Pero la gran preocupación de Schultes era el peligro que corre esta disciplina al estar en peligro los ecosistemas del planeta y las costumbres ancestrales de ciertos grupos humanos.
Actualmente muchos etnobotánicos están creando bancos de Germoplasma como una manera efectiva de conservar los diversos recursos fitogenéticos.
A partir de 1980, la etnobotánica recibe importantes aportes de la Ecología, entendida como la ciencia de las complejas relaciones entre los seres vivos y su entorno (Hurrell, 1987; Albuquerque & Hurrell, 2010; Hurrell & Albuquerque, 2012)

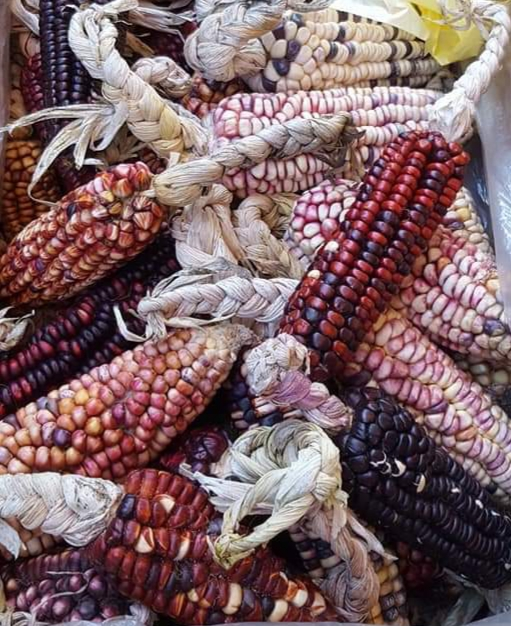
Biodiversidad de maíces en Jujuy, Argentina.

En la actualidad, existe una tendencia a que los estudios etnobotánicos fortalezcan el desarrollo comunitario, sus economías regionales y propicien la conservación de la biodiversidad cultural.

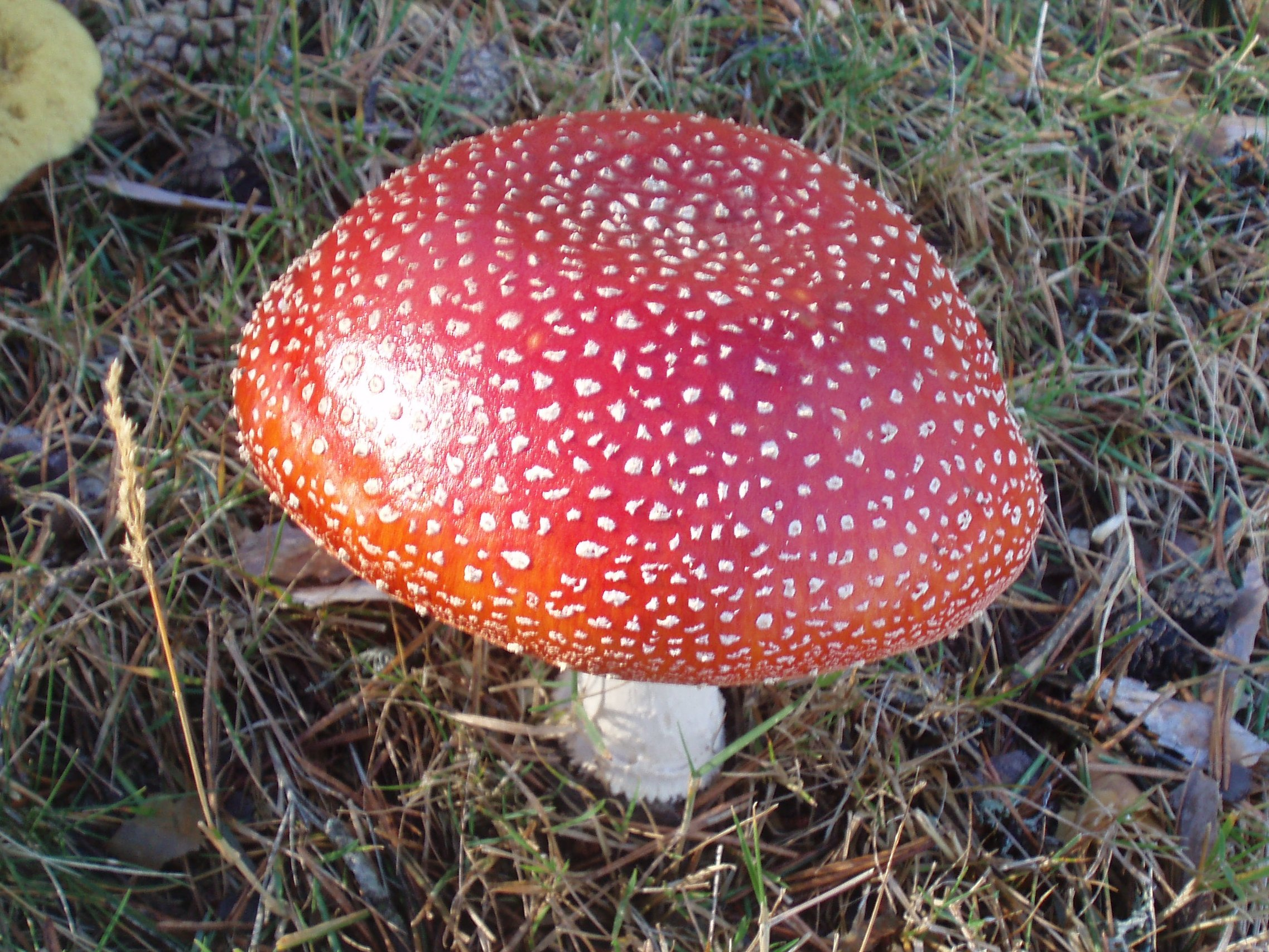
Amanita muscaria, un hongo de propiedades alucinógenas conocidas.

## Metodología del estudio de los usos de las plantas
- Exposición de hipótesis
- Planteamiento de un trabajo para ponerlas a prueba
- Investigación bibliográfica, observación y trabajo de campo.
- Estadística y encuestas: diseño del muestreo y del análisis de los datos
- Interpretación de los resultados y comprobación de hipótesis.
- Presentación de resultados

## Etnomicología
Aunque muchos consideran a los hongos en otro reino, esta ciencia tiene un origen común con la etnobotánica y no se debe descartar tampoco la importancia que tienen muchos hongos y setas en las antiguas culturas, principalmente de tradición chamánica.
La etnomicología tiene sus orígenes en las investigaciones realizadas por el banquero estadounidense Roger Gordon Wasson en la sierra de Huautla Jiménez del estado de Oaxaca, México en el año de 1959. Las aportaciones teóricas y metodológicas de este personaje fueron tan importantes que marcaron el génesis de una nueva vertiente de estudio en la etnobiología. 